# Sophia Peabody
Pour les articles homonymes, voir Peabody et Hawthorne.
Sophia Amelia Peabody, née le 21 septembre 1809 à Salem, dans le Massachusetts, morte le 26 février 1871, est une peintre et une illustratrice. Elle a également publié son journal et divers articles.

## Biographie
Le père de Peabody est le dentiste Nathaniel Peabody, tandis que sa mère est la très Unitarienne Elizabeth Palmer. Elle a deux frères ; ses sœurs sont Elizabeth Palmer Peabody et Mary Tyler Peabody Mann, la femme d'Horace Mann.
Le 9 juillet 1842, elle et son voisin, Nathaniel Hawthorne, se marient à Boston, cinq ans après leur première rencontre. L'un et l'autre étaient assez âgés au moment de leur mariage (elle avait 32 ans, il était à cinq jours de ses 36 ans). Immédiatement après leur mariage, ils s'installent au Vieux Presbytère (The Old Manse) à Concord, une maison qu'ils ont loué au révérend William Emerson. Le jour suivant, Hawthorne écrit à sa sœur Louisa: « Nous sommes aussi heureux que les gens peuvent l'être, sans se rendre ridicules, et pourrions être encore plus heureux ; mais, par question de goût, nous choisissons de nous limiter à ce point. »
Hawthorne pressait Sophia Peabody depuis trois ans, comme le prouve une lettre datée du 6 mars 1839. À l'origine, Sophia était opposée au mariage. Sa santé était fragile depuis l'enfance, et elle était parfois invalide. Ces ennuis de santé peuvent venir d'un traitement - très courant, alors - que son père lui prescrivait pour soigner les douleurs liées à la poussée des dents, qui contenait du mercure.
Ils ont eu trois enfants : Una (née le 3 mars 1844, handicapée mentale qui mourut jeune), Julian (né le 22 mai 1846) et Rose (née le 20 mai 1851).

### Mort, enterrement et réinhumation
Nathaniel Hawthorne meurt en 1864, et Sophia part avec ses trois enfants en Angleterre. Six ans après, elle meurt d'une typhoïde pneumonique, sa fille aînée Una la suivant bientôt. Mère et fille sont enterrées au cimetière de Kensal Green à Londres.
Rose fonde un institut religieux catholique, les Dominicaines de Sainte Rose de Lima, basé à Hawthorne, dans l'État de New York. L'entretien des tombes de Sophia et Una incombe à cet ordre. Quand ces tombes ont nécessité des réparations coûteuses, il a été suggéré que les restes des deux femmes soient déplacés sur la concession de la famille Hawthorne à Concord. En juin 2006, les deux corps ont été inhumés dans la concession familiale du Cimetière de Sleepy Hollow. Des funérailles ont été organisées pour les descendants de la famille avec des représentants des Sœurs dominicaines, et une cérémonie publique s'est tenue au Vieux Presbytère pour marquer l'événement.

## Œuvres

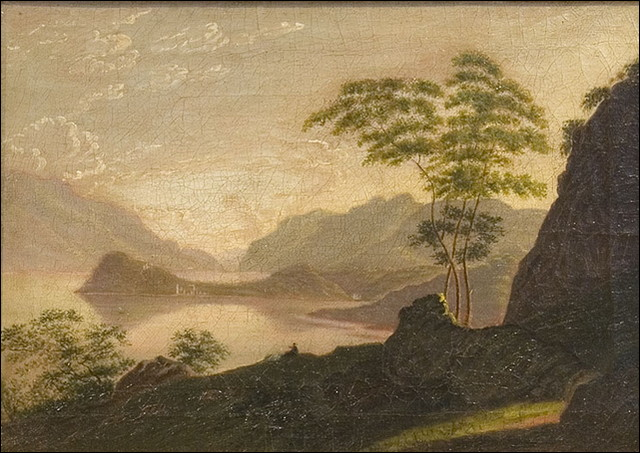
Villa Menaggio, Lago di Como par Sophia Peabody, 1839–40

Sophia Peabody commença le dessin en 1829, et copia les œuvres d'autres artistes. Elle étudia la sculpture brièvement avec Shobal Vail Clevenger, elle fit en médaillon le portrait de son frère George Peabody et celui de Charles, frère défunt de Ralph Waldo Emerson. Plus tard elle enseigna les arts à sa fille Rose. Elle illustra des nouvelles de son époux et peignit des paysages pour leur appartement de Boston.

## Évocation
Sophia Peabody Hawthorne et ses enfants (Una, Julian et Rose) tiennent une grande place dans le roman Lettre américaine (Paris, Libretto, 2018) que Marie Goudot a consacré à Nathaniel Hawthorne et à son roman La Lettre écarlate.